# Babyblaue Seiten
Die Babyblauen Seiten sind eine deutschsprachige Progressive-Rock-Enzyklopädie in Form einer Website.

## Geschichte
Die Idee zu dem Projekt kam von der deutschsprachigen Progressive-Rock-Mailingliste [progrock-dt]. Dort bat ein Listenteilnehmer um eine Aufstellung von Bands, über die man einen breitgefächerten Zugang zum Progressive Rock bekommen kann. Aus der Liste mit Bandvorschlägen entwickelte sich eine Sammlung von Rezensionen. Schließlich beschloss man im Juli 1999, eine umfassende deutschsprachige Progressive-Rock-Enzyklopädie aufzubauen. Zum siebenjährigen Jubiläum gab es ein Special, bei dem die Betreiber der Babyblauen Seiten Musikern, deren Werke rezensiert worden waren, die Möglichkeit gaben, selbst Musik zu rezensieren, was z. B. Arjen Lucassen von Ayreon dazu nutzte, über Wish You Were Here von Pink Floyd zu schreiben.

## Inhalt
Den Hauptteil der Website bilden Rezensionen von Alben aus Progressive Rock, Subgenres wie Canterbury Sound, Rock in Opposition, Zeuhl, Art Rock, Neo-Prog, Retro-Prog, New Prog und Progressive Metal sowie aus mehr oder weniger verwandten Genres wie Psychedelic Rock, Spacerock, Krautrock und Elektronische Musik. Daneben gibt es Kurzinformationen zu Bands und Interpreten der Genres. Weitere Rezensionen behandeln Bücher zu einzelnen Künstlern bzw. Bands und zum gesamten Genre Progressive Rock. Ergänzt wird die Website durch einführende Leitfäden zu gewissen Sparten des Progressive Rock, ein Glossar, FAQ sowie Linklisten, die auch CD-Bezugsquellen und Internetradiosender umfasst.
Ein weiteres Feature der Website ist das so genannte Pfadfinder-Java-Applet, eine interaktive grafische Darstellung von Bandverwandtschaften in Netzform, mit Hilfe dessen musikalische Kooperationen lokalisiert werden können.

## Bedeutung
Die Babyblauen Seiten bieten „den wohl umfassendsten Überblick zum Thema“. Vom Schweizer Progressive-Rock-Portal proggies.ch werden die Babyblauen Seiten als das „große Nachschlagewerk zum Thema Prog“ bezeichnet, anderswo gelten sie als das „wohl größte Progressive Rock-Review-Archiv Europas, vielleicht sogar weltweit“.
Die Zeitschrift Men’s Health zählte die Babyblauen Seiten in einem Bericht über das Genre Progressive Rock in der Ausgabe 1/2007 zu „den wichtigsten Sites im Internet“ (Kirsten Segler). Am 25. Januar 2009 berichtete die Frankfurter Allgemeine Sonntagszeitung über die Babyblauen Seiten.
In den Jahrespolls von Plattentests.de belegen die Babyblauen Seiten seit 2004 Plätze in den Top 20, darunter 2005 punktgleich mit Pitchfork Media Platz 8.

## Statistik
An den Babyblauen Seiten arbeiten derzeit 59 Rezensenten mit, die jeweils zwischen 15 und 1.500 Rezensionen verfasst haben. Jeder Rezensent stellt sich auf einer persönlichen Seite vor, was die Einordnung seiner Rezensionen in das breite Spektrum des Musikgeschmacks der Mitarbeiter erleichtert. Im Februar 2023 enthielten die Babyblauen Seiten rund 29.023 Rezensionen zu 20.270 Alben von 7.891 Bands bzw. Künstlern.